# Чернуха (Псковська область)
Чернуха (рос. Чернуха) — присілок в Невельському районі Псковської області Російської Федерації.
Населення становить 91 особу. Входить до складу муніципального утворення Івановська волость.

## Історія
Від 2015 року входить до складу муніципального утворення Івановська волость.

## Населення
| 2001 | 2002 | 2010 |
| ---- | ---- | ---- |
| 178  | ↘130 | ↘91  |